# بروتين دهني منخفض الكثافة جدا
البروتين الدهني منخفض الكثافة جدا (بالإنجليزية: Very-low-density lipoprotein)‏ ويعرف اختصارصا VLDL، هو أحد أنواع البروتينات الشحمية التي تصنع في الكبد. وهو واحد من خمس مجموعات رئيسية من البروتينات الشحمية هي (كيلومكرون، بروتين دهني منخفض الكثافة، بروتين دهني مرتفع الكثافة، بروتين دهني متوسط الكثافة التي تكون لها قابلية الذوبان في الماء والدم. يتم تشكيله في الكبد من ثلاثي الغليسريدوالكولسترول، وصميم البروتين الشحمي. ويتحول في مجرى الدم إلى LDL نصف قطر VLDL هو 30-80نانومتر.

## الوظائف
وظيفته هي تنظيم آلية نقل الدهون بالجسم بالإضافة إلى النقل طولي المدى للراسلات الخلوية الكارهة للماء، مثل متماثل بروتين القنفذ الهندي [الإنجليزية].